# На млечном путу
На млечном путу (енглеска верзија On the Milky Road) је српски филм из 2016. године по сценарију и у режији Емира Кустурице.
Филм је светску премијеру имао 9. септембра 2016. године на 73. Међународном филмском фестивалу у Венецији, док је у Србији премијерно приказан 16. јануара 2017. године на 10. Кустендорфу.
У филму поред самог редитеља Емира Кустурице главне улоге тумаче и славна италијанска глумица Моника Белучи и српска глумица Слобода Мићаловић.

## Радња
Ратно је пролеће. Сваког дана, млекаџија прелази борбену линију на магарцу избегавајући метке како би пренео свој драгоцени товар војницима. У тој мисији прати га срећа, воли га прелепа сељанка, пред њим је мирна будућност... И све бива баш тако до доласка мистериозне Италијанке која ће преокренути његов живот наглавачке. Ту отпочиње прича о страственој и забрањеној љубави која ће их обоје убацити у низ фантастичних и опасних авантура. Придружиће им се судбина и чини се да нико и ништа неће моћи да их заустави...
Наратив филма састоји се из три дела, у којима се приказују три раздобља у животу једног човека: време у коме је срећни млекаџија током рата, затим његове ризичне подвиге и бујајућу романсу са женом коју воли, као и његов каснији монашки живот, када се присећа бурне прошлости, како сопствене, тако и своје земље. Прича о љубави и рату.

## Улоге
| Глумац            | Улога   |
| ----------------- | ------- |
| Моника Белучи     | Невеста |
| Емир Кустурица    | Коста   |
| Слобода Мићаловић | Милена  |
| Мики Манојловић   |         |
| Новак Билбија     |         |

## Локација
Филм "На млечном путу" је три године сниман, на локацијама на Каменој гори у Србији, у источној Републици Српској, у Херцеговини, Требињу, Билећи и Невесињу.

## Редитељ о филму
То је филм о томе да двоје унесрећених људи, једно у потери, друго у бежању од стварности, налете једно на друго, у ствари упркос изазовима који постоје, упркос млађој и, условно речено, лепшој жени, та љубав постане права зато што те љубави, које се на такав начин дешавају, оне немају свој протокол, оне су као гром из ведра неба, чудо које повеже двоје људи.

## Признања
- Млади златни лав, Филмски фестивал у Венецији.[7]